# Aptitudes Mentales Primarias de Thurstone
La Teoría de las Aptitudes Primarias, propuesta por Louis Leon Thurstone propone un modelo alternativo multifactorial de las capacidades cognitivas que pueden ser medidas mediante el Test de Aptitudes mentales Primarias. Este modelo se sitúa dentro de los modelos unitarios y multifactoriales de la inteligencia que utilizan análisis factorial como metodología.

## Antecedentes
- Alfred Binet, interesado en el estudio del desarrollo intelectual y las capacidades perceptivas y del pensamiento. Obtuvo su éxito por el interés en la evaluación de la deficiencia mental. Creó un tipo de medida o test en el que buscaba distinguir los niños que tuviesen algún tipo de deficiencia mental para que pudieran recibir una educación especial. Realizó el primer test de inteligencia que media ésta directamente y creó la Escala de inteligencia Binet-Simon (1905). Es necesario destacar que Binet estaba interesado por la individualidad pero creía que todo el mundo podía crecer mediante la educación, por lo que sus medidas estaban diseñadas para distinguir pero ayudar a las personas con mayores dificultades.

- Charles Spearman, psicólogo británico interesado en la inteligencia y las aptitudes humanas. Introdujo el término Inteligencia general o Factor G. Spearman inventó el análisis factorial para explicar su “teoría bifactorial de la inteligencia”, en la cual afirmaba que cualquier medida de inteligencia se podía dividir en dos componentes, uno común denominado “G” y otro específico “S”. El factor "G" tendría una acción genérica que se extiende a todas las capacidades cognitivas individuales y que tiene una carga genética.

## El modelo
Thurstone propone un modelo alternativo multifactorial de las capacidades cognitivas. Este modelo surge en contraposición al modelo de Spearman. Está ubicado dentro de los modelos Multifactoriales de la Inteligencia, por lo tanto utiliza análisis factorial. Utilizó el análisis factorial oblicua como metodología de análisis de los datos y este le proporcionó otro agrupamiento de factores distinto al de Spearman y por lo tanto otro estructura de la inteligencia.
Según este modelo no existe un factor general situado en lo más alto de una estructura jerárquica que sea común a una serie de factores más específicos. Si no que estos factores “específicos” son en realidad aptitudes intelectuales diferentes. Por lo tanto, la inteligencia de una persona solo puede ser representada mediante las puntuaciones obtenidas en cada una de las tareas que ponen a prueba una determinada aptitud. Estas aptitudes serían independientes unas de otras y especializadas en operaciones y tareas distintas. Es pues que niega la existencia de “g”.

### Los factores
El modelo de Aptitudes Primarias define 13 factores de los cuales se pudieron identificar 7:
1. Factor V: Comprensión verbal Capacidad de manejo del idioma. Mide: tests de lectura, analogías, frases desordenadas, etc.
2. Factor W: Fluidez verbal Rapidez en el manejo de palabras simples y aisladas. Mide: anagramas.
3. Factor N: Comprensión Numérica Rapidez en el cálculo, en la realización de operaciones aritméticas simples. Mide:
4. Factor E: Aptitud espacial. Visualización de figuras en distintas posiciones en el espacio. Mide: Prueba de figuras rotadas.
5. Factor M: Memoria mecánica. Facilidad para repetir palabras números,etc. Mide:
6. Factor P: Rapidez perceptiva. Captación rápida y precisa de detalles visuales, semejanzas y diferencias. Mide:
7. Factor R: Inducción o razonamiento general. Aptitud para obtener una regla común de los materiales de una problema.

## Test de Aptitudes Mentales Primarias
A partir de este modelo, Thurstone desarrolla el Test de Aptitudes Mentales Primarias. En este test se evalúan 5 de las 7 aptitudes y cada una se evalúa de manera independiente. La duración del test es de un total de 26 minutos. La prueba solo es aplicable a partir de la edad de 11 años.
| Capacidad            | Duración de la prueba |
| -------------------- | --------------------- |
| Comprensión verbal   | 4 min                 |
| Comprensión espacial | 5 min                 |
| Razonamiento general | 6 min                 |
| Comprensión numérica | 6 min                 |
| Fluidez verbal       | 5 min                 |
| Total                | 26 min                |

- Factor V. Comprensión verbal: Se refiere a la capacidad para comprender ideas expresadas en palabras. Se mide por medio de sinónimos escogidos entre 4 palabras que acompañan a una que encabeza cada línea, por ejemplo: Antiguo: a)Seco b)Dichoso c)Largo d)Viejo.

- Factor E. Aptitud espacial: Hace referencia a la capacidad para imaginar y concebir objetos en dos o tres dimensiones. La mejor manera de entender su naturaleza es describiéndola como habilidad para imaginarse el aspecto que tendría una figura que cambia de posición y para percibir las relaciones mutuas de los objetos situados en el espacio.

- Factor R. Inducción o razonamiento general: Evalúa la capacidad para resolver problemas lógicos, prever y planear. Incluye tanto razonamiento inductivo como deductivo. En esta prueba el sujeto debe de continuar una serie lógica con las letras del alfabeto. La tarea a realizar es del siguiente tipo: se le presenta la serie h, g, f, e, d, c, b y el sujeto debe de señalar que letra seguiría a esta secuencia lógica dada, en este caso sería la letra a. La prueba consta de 30 elementos.

- Factor N. Comprensión numérica: Se refiere a la capacidad para manejar números y resolver rápida y acertadamente problemas cuantitativos. Implica ante todo rapidez y exactitud en las operaciones de tipo mecánico, tales como la verificación de sumas.

- Factor W. Fluidez verbal: Evalúa la capacidad para hablar y escribir con facilidad. Se mide por medio de una prueba que consiste en escribir el mayor número de palabras distintas que comienzan con una letra determinada del alfabeto.

Para calcular el resultado total del test se debe realizar esta fórmula: V+ E + 2R + N + W = T. Estos valores tienen una base convencional, proporcionalmente inversa a las desviaciones típicas de los tests. De esta manera los autores tratan de equilibrar las posibles diferencias y asignar a cada habilidad un valor equivalente a los demás. Thurstone construyó su escala sobre la base de hacer coincidir, el cociente 116 con el percentil 84, correspondiente al valor de una sigma de la escala normal de distribución.

### Interpretación de resultados
Dado que la prueba evalúa las aptitudes de manera independiente, los resultados de esta también se realizan por separado. Las interpretaciones para cada aptitud son las siguientes:
- Factor V. Comprensión Verbal: Aptitud necesaria para el éxito de profesiones como profesor, editor, científico y cualquier cargo que se reciba información oral. El manejo de esta habilidad permite entablar excelentes relaciones interpersonales. Es un factor de gran importancia para el aprendizaje de lenguas, historia y ciencias, y en general para el estudio de todos los nivel educacional. Unas altas puntuaciones en este test es necesario para el éxito en las carreras profesionales tales como derecho, profesorado, secretariado y en general en toda clase de actividades subalternas que necesitan instrucciones orales o escritas.

- Factor E.Comprensión espacial: El factor E es de gran utilidad en los estudios de geometría, física,geografía, dibujo, artes, trabajos manuales.Unas altas puntuaciones en el test de comprensión espacial es de importancia para el éxito en las carreras tales como arquitectura, ingeniería, dibujo técnico y en todos los oficios relacionados con estas actividades profesionales.

- Factor R. Inducción o razonamiento general: El razonamiento general implica dos habilidades distintas: una, inductiva o sea la aptitud de inferir de los casos particulares la norma general y otra deductiva, o sea la capacidad de extraer de las premisas dadas la conclusión lógica correspondiente. Este test es una exploración de ambas habilidades. Cuanto más asciende un estudiante en los estudios, mayor necesidad tiene el factor R para el éxito. Unas altas puntuaciones en esta área se considera decisivo para triunfar en los estudios universitarios y en la mayoría de las carreras profesionales.

- Factor N. Comprensión numérica: La capacidad de cálculo numérico es útil para el éxito escolar en aritmética, contabilidad, estadística y en toda clase de disciplinas en que entre como componente principal el cálculo matemático. Los cajeros, oficinistas, dependientes de comercio, se destacan generalmente por su factor N.

- Factor F. Fluidez verbal: El factor F es de gran importancia en muchas actividades que implican la recitación, hablar en público, participar en conferencias y en el periodismo. Las carreras que requieren Unas altas puntuaciones en el test de fluidez verbal son por ejemplo las de Abogado, Profesor, Escritor, Actor, Comerciante.

## Críticas a los modelos Multifactoriales
Existen varias críticas frente a las pruebas de inteligencia en general e incluso al concepto de inteligencia en sí.
Se empezó a cuestionar el enfoque de las teorías multifactoriales alegándose que esta metodología servía para medir, para construir test, pero no para saber qué era la inteligencia y cual su naturaleza.
Además, se hace una fuerte crítica al Test, afirmando que no existe una teoría de la inteligencia separada de ellos, y éstos pueden considerarse más como predictores útiles para la selección y orientación, que como mediciones de la inteligencia.
Se afirma que las habilidades cognitivas que miden las pruebas de inteligencia representan habilidades aprendidas culturalmente, es decir, que el desarrollo de diferentes patrones de habilidades son propiciados por la cultura.
Además, la situación en la que se desarrolla un test de inteligencia dista mucho de las situaciones cotidianas de la vida de las personas, en la que su capacidad para resolver los problemas está determinada también por los elementos emocionales. Es decir, excluye los factores afectivos y de personalidad implicados en la inteligencia y su medición como la motivación, la dependencia emocional, la autoestima, el grado de seguridad en sí mismo, etc.
Por último, se pone todo el énfasis en medir, y presentar en forma de una cifra, pero no en explicar los múltiples y diversos procesos implicados que pueden dar lugar a una misma cifra indicativa de la capacidad intelectual.

## Otros
En 1938, Hans Jürgen Eysenck analizó los datos originales del trabajo de Thurstone y obtuvo 8 factores. Además identificó una proporción de variancia compartida entre estas aptitudes mentales por lo tanto estas aptitudes demostraron no ser del todo dependientes. Es decir podríamos hablar de la existencia de un factor general de segundo orden y de un número determinado de factores específicos.
Raymond Bernard Cattell, sería el que consigue congeniar los dos modelos de Spearman y Thurstone. La explicación de las diferencias entre resultados de Thurstone y Eysenck se puede explicar por la muestra de sujetos, la cual era muy homogénea con un rango de variabilidad restringido.
El modelo de Cattell es un modelo jerárquico de la inteligencia que agrupa las aptitudes mentales de Thurstone en el primer nivel y en el tercer nivel el factor g de Spearman.